# Battle River (ancienne circonscription fédérale)
Battle River fut une circonscription électorale fédérale de l'Alberta, représentée de 1917 à 1953 et de 1968 à 1979.
La circonscription de Battle River a été créée pour une première fois en 1914, avec des parties de Strathcona et de Victoria. Abolie en 1952, elle fut redistribuée parmi Acadia, Battle River—Camrose, Red Deer et Vegreville.
La circonscription a été créée une seconde fois en 1966 avec des parties d'Acadia et de Battle River—Camrose. À nouveau abolie en 1976, elle fut redistribuée parmi Crowfoot, Red Deer, Vegreville et Wetaskiwin.
En 2004, la circonscription de Westlock—St. Paul devint Battle River. Cette dernière retourna à son nom initial l'année suivante avant qu'une élection soit disputée.

## Députés
1917 - 1953
1. 1917-1921 — William John Blair, CON
2. 1921-1935 — Henry Elvins Spencer, PPC/UFA
3. 1935-1953 — Robert Fair, CS

1968 - 1979
1. 1968-1972 — Cliff Downey, PC
2. 1972-1974 — Harry Kuntz, PC
3. 1974-1979 — Arnold Malone, PC

- CON = Parti conservateur du Canada (ancien)
- CS = Parti Crédit social
- PC = Parti progressiste-conservateur
- PPC = Parti progressiste du Canada
- UFA = United Farmers of Alberta